# Angelina Valentijn
Angelina Catharina Valentijn, även känd som Anjelina av Batavia, född 1768 som Anjelina i Batavia, död 1817 i Batavia, var en nederländsk slav. Gift först med löjtnant Johan Samuel Heinrich Wüstenberg, 1803 Johannes Loetzrich, vicepresident, och sedan med marin-kapten Adriaan Maarschalk. 
Hon döptes till katolik av Margaretha Catharina van Wargaren, som gav henne en europeisk uppfostran, och växte upp i borgarklassen i Batavia. Angelina Valentine är känd för sina äktenskap; hon gifte sig tre gånger med europeiska män i inflytelserika kretsar Batavia, vilket är anmärkningsvärt för någon som föddes in i slaveri. Genom sitt första äktenskap kom hon i besittning av egendomen Tjitrap och en del av landet Sukkah Raja, som hennes man hade fått omkring 1800, och kom i besittning av en anmärkningsvärd förmögenhet och en plats i den styrande klassen. Valentjin betraktas som ett anmärkningsvärt exempel på socialt avancemang under sin tid.